# Klaas Jan Hindriks
Klaas Jan Hindriks (Groningen, 9 mei 1935) is een Nederlands journalist en presentator.
Hindriks was veertig jaar werkzaam in de internationale journalistiek voor de AVRO en de NOS, zowel voor radio als televisie. Als politiek redacteur in Den Haag en Brussel, als correspondent in Washington en als diplomatiek redacteur wereldwijd.
In zijn NOS-periode kreeg Hindriks bekendheid door zijn verslagen van de Apollo-projecten van de NASA, de Amerikaanse presidentsverkiezingen, de Vietnam-analyses, de zogeheten Watergate-verhoren en als politiek redacteur door zijn interviews met internationale politieke leiders, onder wie de Sjah van Iran, de presidenten Kennedy, Ford, Nixon en Carter, premier Bhutto van Pakistan, premier Indira Gandhi van India, premier Begin van Israël, president Sadat van Egypte, president Allende van Chili en vele andere vooraanstaande internationale politici.
Tijdens de uitzendingen rondom de maanlanding van de Apollo toonde hij fraude aan door de internationaal bekende neurowetenschapper dr. J. P. Schadé, die o.a. ook aan de Utrechtse Universiteit colleges gaf. Deze neurowetenschapper met vele internationale publicaties op zijn naam, werd herhaaldelijk geïnterviewd in het kader van de uitzendingen rond de maanlanding van Apollo 11 in 1969. Hij deed zich voor als lid van de medische staf van de NASA, die onder leiding stond van dr. C.A. Barry. In die hoedanigheid gaf hij veel wetenswaardige insider-informatie over het verloop van de missie vanuit Mission Control in Houston. Na enige uitzendingen werd hij echter als fantast ontmaskerd door Hindriks, die destijds correspondent in Washington was, met assistentie van Ben van Meerendonk, medewerker van de Haagsche Courant in New York. Ze stelden vast dat Schadé zich helemaal niet in Houston bevond. Hij bleek vanuit Nederland met de NOS in Hilversum te bellen.
Hindriks stichtte in 1972 voor de NOS-televisie de buitenlandrubriek Panoramiek waarvoor hij eindverantwoordelijk was tot 1980. Daarna werd Hindriks benoemd bij de EBU (de Eurovisie-organisatie in Genève) en was hij programmadirecteur voor het experimentele tv-project ‘Europa Televisie’.
Met die ervaring verruilde hij in 1989 de NOS voor Foreign Media Affairs.
Hindriks is tevens veelvuldig voorzitter/gespreksleider van internationale conferenties en strategisch adviseur bij enkele academische centra en organisaties in de sfeer van gezondheidszorg en politiek.